# Anomalotinea liguriella
Anomalotinea liguriella är en fjärilsart som beskrevs av Pierre Millière. Anomalotinea liguriella ingår i släktet Anomalotinea och familjen äkta malar. Inga underarter finns listade i Catalogue of Life.